# Виньола, Беньямино
Беньямино Виньола (итал. Beniamino Vignola, 12 июня 1959, Верона, Италия) — итальянский футболист, который играл на позиции полузащитника. Выступал, в частности, за клубы «Авеллино» и «Ювентус», а также молодёжную сборную Италии.

## Клубная карьера
Родился 12 июня 1959 года в городе Верона. Воспитанник футбольной школы клуба «Верона». Взрослую футбольную карьеру начал в 1978 году в основной команде того же клуба, провёл два сезона и принял участие в 43 матчах чемпионата.
Своей игрой за эту команду привлёк внимание представителей тренерского штаба клуба «Авеллино», к составу которого присоединился в 1980 году. Сыграл за команду из Авеллино следующие три сезона своей игровой карьеры. Большую часть времени, проведённого в составе «Авеллино», был основным игроком команды.
В 1983 году заключил контракт с клубом «Ювентус», в составе которого провёл следующие два года своей карьеры. Играя в составе «Ювентуса» также выходил на поле в основном составе команды. За это время получил титул чемпиона Италии, становился победителем Лиги чемпионов УЕФА, обладателем Кубка Кубков УЕФА и обладателем Суперкубка УЕФА.
В 1985 году вернулся в уже знакомый клуб «Верона», в котором сыграл ещё один сезон своей игровой карьеры.
С 1986 года, на этот раз два сезона защищал цвета команды клуба «Ювентус».
В течение 1988—1990 годов играл в составе команды клуба «Эмполи».
Завершил профессиональную игровую карьеру в клубе «Мантова», за команду которого выступал на протяжении 1991—1992 годов.

## Выступления за сборную
В 1984 году привлекался в состав молодёжной сборной Италии. На молодёжном уровне сыграл в 5 официальных матчах и забил 2 гола.

## Титулы и достижения
- Чемпион Италии (1):

«Ювентус»: 1983/1984
- Победитель Лиги чемпионов УЕФА (1):

«Ювентус»: 1984/1985
- Обладатель Кубка Кубков УЕФА (1):

«Ювентус»: 1983/1984
- Обладатель Суперкубка УЕФА (1):

«Ювентус»: 1984